# Montvicq
Montvicq – miejscowość i gmina we Francji, w regionie Owernia-Rodan-Alpy, w departamencie Allier.

## Demografia
Według danych na rok 1990 gminę zamieszkiwało 677 osób, a gęstość zaludnienia wynosiła 68 osób/km². W styczniu 2015 r. Montvicq zamieszkiwało 747 osób, przy gęstości zaludnienia wynoszącej 75 osób/km².